# Arquidiocese de Cotonu
A Arquidiocese de Cotonu (Archidiœcesis Cotonuensis) é uma circunscrição eclesiástica da Igreja Católica situada em Cotonu, Benim. Seu atual arcebispo é Roger Houngbédji, O.P.. Sua Sé é a Catedral de Nossa Senhora da Misericórdia de Cotonu.
Possui 108 paróquias servidas por 398 padres, abrangendo uma população de 2 090 653 habitantes, com 42,3% da dessa população jurisdicionada batizada (884 333 católicos).

## História
A prefeitura apostólica do Daomé foi erigida em 26 de junho de 1883, recebendo o território do vicariato apostólico da Costa do Benim (atual Arquidiocese de Lagos).
Depois de abrir mão do território para a ereção da prefeitura apostólica do Togo (atual Arquidiocese de Lomé) em 12 de abril de 1892, a prefeitura apostólica foi elevada a vicariato apostólico em 25 de maio de 1901 com o breve Apostolatus supremi do Papa Leão XIII.
Outra transferência de território em 28 de abril de 1942 contribuiu para o nascimento da prefeitura apostólica de Niamei (hoje Arquidiocese de Niamei) e foi seguido pela mudança de denominação para vicariato apostólico de Uidá em 13 de maio de 1948.
Em 5 de abril de 1954, cedeu uma parte de seu território para o benefício da ereção do vicariato apostólico de Porto Novo (hoje diocese de Porto Novo).
Em 14 de setembro de 1955 por efeito da bula Dum tantis do Papa Pio XII o vicariato apostólico foi elevado a dignidade de arquidiocese metropolitana e assume seu atual nome.
Em 5 de abril de 1963 e em 11 de março de 1968 cedeu partes do seu território para a ereção, respectivamente, das dioceses de Abomei e de Locossa.
Em 17 de fevereiro de 1982 e em 4 de fevereiro de 1993, recebeu a visita apostólica do Papa João Paulo II.
Em 20 de novembro de 2011 a cidade de Cotonu foi a etapa final da viagem apostólica do Papa Bento XVI, em que teve a celebração eucarística da qual participaram 300 mil fiéis e outros 200 bispos..

## Prelados
| #                     | Nome                          | Período    | Notas               |
| Arcebispos            | Arcebispos                    | Arcebispos | Arcebispos          |
| --------------------- | ----------------------------- | ---------- | ------------------- |
| 8º                    | Roger Houngbédji, O.P.        | 2016 -     | Atual               |
| 7º                    | Antoine Ganyé                 | 2010-2016  | Arcebispo emérito   |
| 6º                    | Marcel Honorat Léon Agboton   | 2005-2010  | Arcebispo emérito   |
| 5º                    | Nestor Assogba                | 1999-2005  |                     |
| 4º                    | Isidore de Souza              | 1990-1999  |                     |
| 3º                    | Christophe Adimou             | 1971-1990  |                     |
| 2º                    | Bernardin Gantin              | 1960-1971  |                     |
| 1º                    | Louis Parisot, S.M.A.         | 1955-1960  |                     |
| Arcebispo-coadjutor   |                               |            |                     |
|                       | Isidore de Souza              | 1981-1990  |                     |
| Bispos                |                               |            |                     |
| 3º                    | Louis Parisot, S.M.A.         | 1935-1955  | Elevado à Arcebispo |
| 2º                    | François Steinmetz, S.M.A.    | 1906-1934  |                     |
| 1º                    | Louis-Auguste Dartois, S.M.A. | 1901-1905  |                     |
| Bispo-auxiliar        |                               |            |                     |
|                       | Bernardin Gantin              | 1956-1960  | Elevado à Arcebispo |
| Prefeitos-apostólicos |                               |            |                     |
| 2º                    | Hyacinthe Bricet, S.M.A.      | 1895-1900  |                     |
| 1º                    | Ernest-Marie Ménager, S.M.A.  | 1883-1888  |                     |